# ルツ (小惑星)
ルツ (798 Ruth) は小惑星帯の小惑星である。ドイツの天文学者マックス・ヴォルフがハイデルベルクで発見した。
ヘブライ聖書のルツ記に登場する女性ルツにちなんで命名された。